# Anne-Frédérique Rochat
Anne-Frédérique Rochat (* 29. März 1977 in Vevey, Kanton Waadt) ist eine Schweizer Schauspielerin und Schriftstellerin.

## Leben
Anne-Frédérique Rochat wuchs in Clarens bei Montreux auf und absolvierte von 1997 bis 2000 eine Schauspielausbildung am Conservatoire de Lausanne. Neben ihrer Tätigkeit als Schauspielerin hat sie bisher drei Bühnenwerke und neun Romane veröffentlicht.

## Auszeichnungen
- 2016: Prix culturel vaudois

## Werke

### Theaterstücke
- Propre en ordre. In: La Suisse côté cour et côté jardin. Éditions Zoé, Genf 2007, ISBN 978-2-88182-593-4.
- Apnée. In: Enjeux 5. Campiche, Orbe 2008, ISBN 978-2-88241-232-4.
- Les éoliennes. L’Act Mem, Chambéry 2008, ISBN 978-2-35513-034-2.

### Romane
- Accident de personne. Éditions Luce Wilquin, Avin 2012, ISBN 978-2-88253-444-6.
- Le sous-bois. Wilquin, Avin 2013, ISBN 978-2-88253-466-8.
- À l’abri des regards. Wilquin, Avin 2014, ISBN 978-2-88253-491-0.
- Le chant du canari. Wilquin, Avin 2015, ISBN 978-2-88253-508-5.
- L’autre Edgar. Wilquin, Avin 2016, ISBN 978-2-88253-523-8.
- La ferme (vue de nuit). Wilquin, Avin 2017, ISBN 978-2-88253-535-1.
- Miradie. Wilquin, Avin 2018, ISBN 978-2-88253-548-1.
- Longues nuits et petits jours. Éditions Slatkine, Genf 2021, ISBN 978-2-83211-038-6.
- Quand meurent les éblouissements. Slatkine, Genf 2022, ISBN 978-2-83211-135-2.